# Patinaj viteză la Jocurile Olimpice de iarnă din 2018 - Start în masă (masculin)
Proba de patinaj viteză start în masă masculin de la Jocurile Olimpice de iarnă din 2018 de la Pyeongchang, Coreea de Sud a avut loc pe 24 februarie 2018 la Gangneung Oval, Gangneung.

## Program
Orele sunt orele Coreei de Sud (ora României + 7 ore).
| Dată         | Ora         | Rundă  |
| ------------ | ----------- | ------ |
| 24 februarie | 20:00–22:40 | Finală |

## Format
În fiecare semifinală au concurat 12 patinatori. Cei mai buni opt patinatori din fiecare semifinală s-au calificat în finală. Fiecare cursă s-a desfășurat pe parcursul a 16 ture. Primii trei după tura a 16-a au primit 60, 40 și respectiv 20 de puncte. La cele trei sprinturi intermediare care au avut loc la finalul turelor a patra, a opta și a douăsprezecea primii trei competitori au primit 5, 3, respectiv 1 punct. Clasamentele s-au realizat adunându-se punctele de la sprint. În caz de egalitate de puncte departajarea s-a făcut ținându-se cont de timp.

## Rezultate
Toate probele au avut loc în aceeași zi, prima semifinală începând la ora 20:45,, cea de a doua semifinală la ora 21:00. Finala s-a desfășurat începând la ora 22:00.

### Semifinale
| Loc | Semifinala | Nume                  | Țară                       | Puncte | Timp    | Note |
| --- | ---------- | --------------------- | -------------------------- | ------ | ------- | ---- |
| 1   | 1          | Linus Heidegger       | Austria                    | 60     | 8:20,46 | C    |
| 2   | 1          | Andrea Giovannini     | Italia                     | 41     | 8:24,41 | C    |
| 3   | 1          | Shane Williamson      | Japonia                    | 20     | 8:25,44 | C    |
| 4   | 1          | Viktor Hald Thorup    | Danemarca                  | 5      | 8:34,06 | C    |
| 5   | 1          | Koen Verweij          | Olanda                     | 5      | 8:44,90 | C    |
| 6   | 1          | Lee Seung-hoon        | Coreea de Sud              | 5      | 8:45,37 | C    |
| 7   | 1          | Olivier Jean          | Canada                     | 4      | 8:42,31 | C    |
| 8   | 1          | Alexis Contin         | Franța                     | 3      | 8:28,70 | C    |
| 9   | 1          | Haralds Silovs        | Letonia                    | 3      | 8:28.93 |      |
| 10  | 1          | Brian Hansen          | Statele Unite ale Americii | 1      | 8:34,47 |      |
| 11  | 1          | Fyodor Mezentsev      | Kazahstan                  | 0      | 8:43,26 |      |
| 12  | 1          | Reyon Kay             | Noua Zeelandă              | 0      | 9:17,99 |      |
| 1   | 2          | Peter Michael         | Noua Zeelandă              | 60     | 7:55,10 | C    |
| 2   | 2          | Stefan Due Schmidt    | Danemarca                  | 40     | 7:55,22 | C    |
| 3   | 2          | Vitali Mikhailau      | Belarus                    | 20     | 7:55,25 | C    |
| 4   | 2          | Sven Kramer           | Olanda                     | 6      | 8:24,51 | C    |
| 5   | 2          | Bart Swings           | Belgia                     | 5      | 8:13,57 | C    |
| 6   | 2          | Chung Jae-won         | Coreea de Sud              | 5      | 8:17,02 | C    |
| 7   | 2          | Livio Wenger          | Elveția                    | 5      | 8:17,17 | C    |
| 8   | 2          | Joey Mantia           | Statele Unite ale Americii | 3      | 8:00,54 | C    |
| 9   | 2          | Sverre Lunde Pedersen | Norvegia                   | 2      | 7:58,65 |      |
| 10  | 2          | Konrad Niedźwiedzki   | Polonia                    | 1      | 8:24,73 |      |
| 11  | 2          | Ryosuke Tsuchiya      | Japonia                    | 0      | 7:55,77 |      |
| 12  | 2          | Wang Hongli           | China                      | 0      | 8:00,97 |      |

### Finala
| Loc | Nume               | Țară                       | Puncte | Timp    |
| --- | ------------------ | -------------------------- | ------ | ------- |
| 1   | Lee Seung-hoon     | Coreea de Sud              | 60     | 7:43,97 |
| 2   | Bart Swings        | Belgia                     | 40     | 7:44,08 |
| 3   | Koen Verweij       | Olanda                     | 20     | 7:44,24 |
| 4   | Livio Wenger       | Elveția                    | 11     | 8:13,08 |
| 5   | Viktor Hald Thorup | Danemarca                  | 8      | 7:57,10 |
| 6   | Linus Heidegger    | Austria                    | 6      | 7:52,38 |
| 7   | Vitali Mikhailau   | Belarus                    | 1      | 7:53,38 |
| 8   | Chung Jae-won      | Coreea de Sud              | 1      | 8:32,71 |
| 9   | Joey Mantia        | Statele Unite ale Americii | 0      | 7:45,21 |
| 10  | Alexis Contin      | Franța                     | 0      | 7:45,64 |
| 11  | Shane Williamson   | Japonia                    | 0      | 7:46,19 |
| 12  | Andrea Giovannini  | Italia                     | 0      | 7:46,83 |
| 13  | Stefan Due Schmidt | Danemarca                  | 0      | 7:47,53 |
| 14  | Olivier Jean       | Canada                     | 0      | 7:49,30 |
| 15  | Peter Michael      | Noua Zeelandă              | 0      | 7:49,33 |
| 16  | Sven Kramer        | Olanda                     | 0      | 8:13,95 |